# Carl Schroeter
Carl (även stavat Karl) Joseph Schroeter (eller Schröter), född den 19 december 1855 i Esslingen am Neckar, död den 7 februari 1939 i Zürich, var en tyskfödd schweizisk botaniker.
Schroeter blev assistent och docent i officinell botanik vid tekniska högskolan i Zürich 1879 och professor i speciell botanik där 1884. Han var en eftersökt lärare och ansågs vara en framstående kännare av alpvärlden, vars växtgeografiska och biologiska förhållanden han skildrade i en mängd skrifter. Schroeter var ledamot av Leopoldina och hedersdoktor vid flera universitet, bland annat i München och Cambridge.